# John Crichton-Stuart (6e marquis de Bute)
John Crichton-Stuart, 6e marquis de Bute (27 février 1933 - 21 juillet 1993) est un pair écossais, bienfaiteur et mécène des arts. Il est largement connu sous le nom de Lord Bute ou simplement de John Bute.

## Biographie

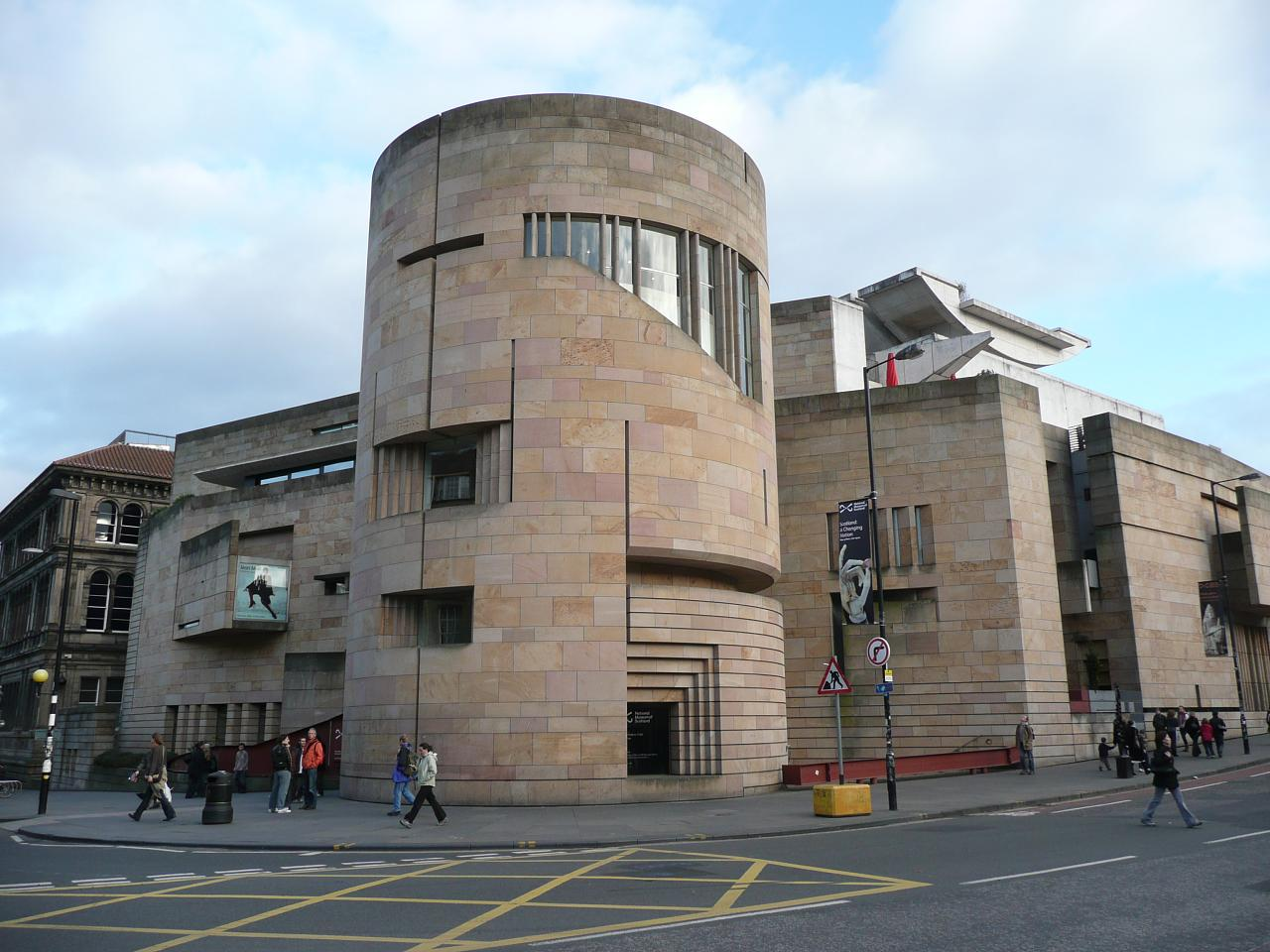
Musée national d'Écosse à Édimbourg

John Crichton-Stuart est né à Mayfair, à Londres, le 27 février 1933, quinze minutes avant son frère jumeau, David. En tant que tel, il est le fils aîné de John Crichton-Stuart (5e marquis de Bute), et de Eileen Forbes, la fille cadette de Bernard Forbes, 8e comte de Granard, et de Beatrice Mills Forbes (en), une mondaine américaine qui est la fille d'Ogden Mills (en).
Il est connu sous le nom de Lord Cardiff avant la mort de son grand-père en 1947, lorsqu'il devient comte de Dumfries. Il fréquente l'Ampleforth College et, après son service national dans les Scots Guards, étudie l'histoire au Trinity College de Cambridge. À Cambridge, il assiste aux conférences sur les beaux-arts de Nikolaus Pevsner.
John Crichton-Stuart est un homme privé qui évite la publicité et les grands gestes et refuse de prendre part aux activités de la Chambre des Lords au motif que « la scène » n'est pas agréable. Après son second mariage, il restaure Mount Stuart House (en) sur l'île de Bute.
À la mort de son père en 1956, Crichton-Stuart hérite de ses titres ainsi que de domaines au Pays de Galles, en Angleterre et en Écosse, dont six châteaux et une collection très appréciée de peintures européennes. Pour régler les droits de succession, il vend une propriété à Cardiff à la ville et transfère les maisons de Robert Adam du côté sud de Charlotte Square, à Édimbourg, au National Trust for Scotland. Du côté nord, il transfère le pavillon central (5/6/7): 6 Charlotte Square, qui devient la résidence officielle du secrétaire d'État pour l'Écosse et est connu sous le nom de Bute House en raison de son lien avec lui. Le n° 7 est ouvert au public sous le nom de The Georgian House.
En 1982, il est élu membre de la Royal Society of Edinburgh, parrainé par Alwyn Williams, Frank Willett, Colin Thompson, RGW Anderson, CD Waterston et Charles Kemball.
De 1983 à 1988, il est président du Historic Buildings Council, précurseur de Historic Environment Scotland.
Il est Lord-lieutenant de Bute et, à partir de 1990, d'Argyll et Bute. En tant que propriétaire de Bute Fabrics, le plus grand employeur de l'île de Bute, Crichton-Stuart réoriente l'entreprise vers les tissus de créateurs et le mobilier contemporain.
Il occupe des fonctions au sein du National Trust for Scotland pendant vingt-cinq ans, tandis que le nombre de ses membres quintuple. À partir de 1985, il est président des administrateurs des musées nationaux d'Écosse, assurant le financement de la nouvelle extension ouest du Royal Scottish Museum sur Chambers Street à Édimbourg, maintenant connu sous le nom de Musée national d'Écosse. Malgré l'opposition du prince Charles, il assure le déroulement du projet et voit la pose de la première pierre en avril 1993, peu avant sa mort.
Crichton-Stuart est décédé d'un cancer à Mount Stuart House le 21 juillet 1993.

## Famille
Le 19 avril 1955, il épouse Beatrice Nicola Grace Weld-Forester (née le 19 novembre 1933), fille de Wolstan Beaumont Charles Weld-Forester et de sa femme Anne Grace Christian Stirling-Home-Drummond-Moray, et ils divorcent en 1977. Ils ont quatre enfants :
- Sophia Ann Crichton-Stuart (née le 27 février 1956), épouse du musicien de rock Jimmy Bain[5]
- Caroline Eileen Crichton-Stuart (21 février 1957 – 1984)
- John Crichton-Stuart, 7e marquis de Bute (26 avril 1958 – 22 mars 2021), également connu comme pilote de course sous le nom de Johnny Dumfries ou John Bute. A couru en Formule 1
- Anthony Crichton-Stuart (né le 14 mai 1961)

En 1978, il épouse en secondes noces Jennifer, fille de John Home-Rigg et ancienne épouse de Gerald Percy. Jennifer, marquise de Bute, est une patronne du bal royal calédonien.